# شلالات إنجا
شلالات إنجا أو Inga Falls من أكبر شلالات العالم ويقع على بعد 40 كم من ميناء ماتاداي الذي يوجد بجمهورية الكونغو الديموقراطية، يبلغ سعته 42.476 متر مكعب/ثانية، بلغت في وقت ما 70.793 متر مكعب/ثانية.